# Fire Garden
Fire Garden е инструментален рок албум на американския китарист Стив Вай, издаден през 1996 г. Това е четвъртият му студиен албум.
Той е разделен на две фази. Фаза едно включва всички от There's a Fire in the House до Fire Garden Suite и е изцяло инструментална (като се изключат вокалите на Девин Таунзенд в края на Fire Garden Suite). Останалата част от албума е фаза две, в която Вай пее във всички песни, с изключение на Warm Regards, която е инструментална.
Албумът е замислен като двоен, но по време на мастрирането Вай разбрал за нов 80-минутен CD формат (вместо стандартния 74-минутен), на който ще се събере всичко.
Dyin' Day е написана заедно с Ози Озбърн по време на сешъните за албума на Ози Ozzmosis, издаден през 1995 г.

### Фаза едно
1. There's a Fire in the House – 5:26
2. The Crying Machine – 4:50
3. Dyin' Day – 4:29
4. Whookam – 0:29
5. Blowfish – 4:03
6. The Mysterious Murder of Christian Tiera's Lover – 1:02
7. Hand on Heart – 5:25
8. Bangkok – 2:46 (Бьорн Улвеус, Тим Райс)
9. Fire Garden Suite – 9:56
Bull Whip
Pusa Road
Angel Food
Taurus Bulba

### Фаза две
1. Deepness – 0:47
2. Little Alligator – 6:12
3. All About Eve – 4:37
4. Aching Hunger – 4:45
5. Brother – 5:04
6. Damn You – 4:31
7. When I Was a Little Boy – 1:18
8. Genocide – 4:11
9. Warm Regards – 4:06